# Fundación Emilia
La Fundación Emilia, oficialmente Fundación Emilia Silva Figueroa Víctimas de Accidentes, es una fundación ciudadana de seguridad vial en Chile. Su objetivo es promover una cultura vial responsable y acompañar a las víctimas de siniestros y delitos viales. 

## Historia

### Fallecimiento de  Emilia Silva Figueroa
Emilia Silva Figueroa, de sólo nueve meses de vida, falleció el 21 de enero de 2013, luego de que Nelson Fariña Jara, quien conducía con 1,9 gramos de alcohol por litro en sangre, impactara el vehículo de sus padres frente a la Municipalidad de Vitacura. Luego del siniestro, Jara trató de darse a la fuga, pero volvió a chocar con unas bolardas de cemento colocadas en la vereda y fue detenido. Sólo recibió dos años de firma mensual y quedó libre.
Los padres de Emilia iniciaron una campaña para que los responsables de este tipo de siniestros cumplan penas efectivas de cárcel.

### Ley Emilia
Después de dos años de lucha, la Ley Emilia fue promulgada el 16 de septiembre de 2014.
Con esta ley se sanciona con cárcel efectiva de al menos un año a los conductores en estado de ebriedad o bajo la influencia de estupefacientes que generen lesiones graves, gravísimas o la muerte. Además, con esta reforma se establece como delito fugarse del lugar del accidente y negarse a realizar el alcohotest o la alcoholemia.

### Lanzamiento de la Fundación Emilia
Un mes después de la promulgación de la ley Emilia, la Fundación fue oficialmente lanzada el 15 de noviembre de 2014 para ayudar a las víctimas de siniestros viales. La Fundación está enfocada en tres aspectos: Implementar campañas de sensibilización y educación, Acompañar a las víctimas y familias afectadas por los siniestros provocados por el manejo en estado de ebriedad y desarrollar investigación, la cual permita plantear políticas públicas, gestión ciudadana y cambios legislativos.
La Presidenta (Carolina Figueroa Cerna) y el vicepresidente Ejecutivo (Benjamín Silva Torrealba) de la fundación son los padres de Emilia.

## Acciones

### Educación vial
La Fundación Emilia realiza muchas intervenciones y capacitaciones en colegios y escuelas chilenas para propiciar un cambio cultural en las nuevas generaciones. Aquí están algunas intervenciones:
- 28 de mayo - 1 de junio de 2018 - Semana de Seguridad Vial Infantil

### Campañas de sensibilización
La Fundación Emilia ha desarrollado diferentes campañas de sensiblilización de los riesgos asociados a la violencia vial. Aquí están algunas campañas:
- Mayo 2016: "#Cuídame, Mes de la Seguridad Vial Infantil". Campaña para graficar los peligros de llevar menores de 12 años en el asiento del copiloto y no utilizar ningún sistema de SRI en el asiento trasero[9]
- Junio 2017: "#YoEntiendoEspañol". Campaña contra el consumo de alcohol al manejar
- Septiembre 2019: #YoEstoyAhí: Campaña para crear conciencia en Fiestas Patrias[10]

### Acompañar a las víctimas y las familias afectadas
La Fundación acompaña y apoya a víctimas (directas o indirectas) de siniestros viales, otorga asistencia psicológica y judicial de forma gratuita. Durante el año 2017 ingresaron 124 casos, que corresponden a un total de 141 familias que decidieron acogerse y pedir orientación a través de la Fundación.

### Cambios legislativos
La Fundación Emilia participa en las comisiones legislativas para evaluar algunos proyectos de ley de seguridad vial.
Aquí están algunas de las intervenciones de la Fundación:
- 10 de julio de 2018: Fundación Emilia realizó presentación en Comisión de Transporte de la Cámara de Diputados de Chile sobre el proyecto de ley para "agravar las penas y sanciones a quienes conducen a exceso de velocidad"

### Cambios administrativos
La Fundación Emilia se reúne regularmente con autoridades políticas para apoyar cambios administrativos de seguridad vial. Uno de los cambios más deseados es aplicar el test anti-narcóticos para detectar el consumo de marihuana y cocaína.

## Premios
2017: Carolina Figueroa (la presidenta de la fundación) ganó el premio “Mujeres que dejan Huella” por su importante aporte a nivel social.
2017: Carolina Figueroa (la presidenta de la fundación) ganó el premio "Energía de Mujer 2017" , en la categoría "Aporte al debate Público"